# 楊世第
楊世第（1518年—？年），字伯雄，號鳳皋，四川重慶府長壽縣人，明朝政治人物。

## 生平
治《詩經》，嘉靖三十一年（1552年）由縣學生中式壬子科四川鄉試第二十七名舉人，嘉靖三十二年（1553年）聯捷癸丑科第三甲第五十八名進士。户部观政，授湖广黄冈知县，起复补金华县。

## 家族
曾祖楊應春，祖楊琦，府经历；父楊延宗，嫡母鄭氏；生母余氏。